# Elsa Ehrich
Else Lieschen Frida Ehrich (ur. 8 marca 1914 w Bredereiche; obecnie w powiecie Oberhavel, zm. 26 października 1948 w Lublinie) – nadzorczyni SS (SS-Aufseherin) w hitlerowskich obozach koncentracyjnych, w tym starsza nadzorczyni w obozie Majdanek i zbrodniarka wojenna.

## Życiorys
Urodziła się w ewangelickiej rodzinie jako jedna z ośmiu córek Alberta i Friedy z d. Schwieger. Pracowała w rzeźni.
15 sierpnia 1940 zgłosiła się ochotniczo do służby w KZ Ravensbrück jako SS-Aufseherin (dozorczyni). Od 1941 pracowała jako SS-Rapportführerin. W październiku 1942 została przeniesiona do Majdanka, gdzie pełniła początkowo funkcję SS-Aufseherin, a po pewnym czasie awansowała na SS-Oberaufseherin do 4 kwietnia 1944. Miała pod swoimi rozkazami pozostałe nadzorczynie SS w tym obozie. Ponosi odpowiedzialność za ok. 100 tysięcy zamordowanych (zwłaszcza w komorach gazowych i w drodze rozstrzeliwań) w żeńskiej części obozu kobiet i dzieci (według nowszych danych kilkadziesiąt tysięcy). Brała aktywny udział we wszystkich większych selekcjach do komór gazowych i egzekucjach. Nieustannie także maltretowała więźniarki, nie oszczędzając nawet dzieci. Jej wierną pomocnicą była inna zbrodniarka Hermine Braunsteiner.
W lutym 1943 Elsa Ehrich zachorowała na tyfus. 5 kwietnia 1944 została Oberaufseherin w KZ Kraków-Płaszów, a od czerwca 1944 do kwietnia 1945 w KZ-Neuengamme.
Po wojnie, w maju 1945, została aresztowana przez aliantów w Hamburgu i przebywała w obozie dla przestępców wojennych PWE29 w Dachau, gdzie dzieliła celę z Marią Mandel, po czym została wydana władzom polskim. W 1948 stanęła przed Sądem Okręgowym w Lublinie w procesie załogi Majdanka, oskarżona o popełnienie zbrodni wojennych i zbrodni przeciw ludzkości. Uznana za winną stawianych jej zarzutów, skazana została 10 czerwca 1948 na karę śmierci przez powieszenie. Po ogłoszeniu wyroku zwróciła się w petycji o łaskę do polskiego prezydenta uzasadniając, że ma małego syna i chce odpokutować swą winę w więzieniu. Bolesław Bierut odrzucił prośbę i Elsa Ehrich została stracona w lubelskim więzieniu 26 października 1948.